# ديفيد بورنس (لاعب كرة قدم)
ديفيد بورنس (بالإنجليزية: David Burns)‏ (13 مارس 1934 في المملكة المتحدة - 1 يناير 2010) هو لاعب كرة قدم إسكتلندي في مركز جناح. لعب مع سانت جونستون ونادي كيلمارنوك ونادي إيست فيف ونادي اربوراث.